# Iarke (Iarke), Djankoi
Iarke (în ucraineană Ярке) este localitatea de reședință a comunei Iarke din raionul Djankoi, Republica Autonomă Crimeea, Ucraina.

## Demografie
Componența lingvistică a localității Iarke
     Rusă (79,66%)
     Ucraineană (18,53%)
     Alte limbi (0,99%)
Conform recensământului din 2001, majoritatea populației localității Iarke era vorbitoare de rusă (79,66%), existând în minoritate și vorbitori de ucraineană (18,53%).